# هيئة المساعدة القانونية والدفاعية
هي اقدم واكبر منظمه غير ربحيه بهدف الدفاع عن حقوق الامريكين والعدالة والمساواة، تم تأسيسها عام 1911.

## التاريخ
بدءا من اواخر الثمانينات بدأت الجهات القانونيه في امريكا بالتفكير في الطبقة الفقيرة وحاجاتها للمساعده القانونيه مما ادى إلى تشكيل الهيئة لتقديمها.
كان اولها مجتمع ألمانيا الواقع في نيويورك، التي أسست في 1876 لحمايه الالمان من الاستغلال. في عام 1888 تم تأسيس هيئه مجتمع الثقافة الاخلاقي القائم في شيكاغو والذي كان الأول من نوعه في تقديم المساعده القانونيه للافراد بغض النظر عن الجنسيه أو العرق وغيرها.
في عام 1911 قامت المجتمعات هذه بالاشتراك فيما بينها لتشكيل الهيه الوطنية للمساعده القانونيه.وفي عام 1964 تم اطلاق قانون الفرصة الاقتصاديه بصوره حرب على الفقر، والتي طالبت بصرف النفقات الفدراليه على دعم المساعده القانونيه للفقراء، لم يتم العمل بهذا القانون مباشره بل أخذ العديد من السنوات حتى تم تفعيله والاستفادة منه.
في السنوات الاخيره تم اطلاق جائزة من قبل هذا الهيئة خلال مؤتمراتها السنويه، ومن الأسماء التي حصلت على هذه الجائزة جانيت رينو ، دايفيد فيج وهيلاري كلينتون